# Ballade pour un voyou

Ballade pour un voyou est un film d'espionnage français réalisé par Jean-Claude Bonnardot et sorti en 1963.

## Synopsis
Un mystérieux espion débarque à Orly : il y est attendu par la police et divers services de renseignements qui convoitent sa mallette. Son correspondant, Stéphane, la récupère et charge Vincent, garagiste en province après avoir fait de la prison pour un casse, de la porter à son destinataire. Mais Vincent ignore que le colis est piégé.

## Fiche technique
- Titre : Ballade pour un voyou
- Réalisation : Jean-Claude Bonnardot
- Assistants réalisateur : Pierre Grunstein, Philippe Fourastié
- Scénario : Jean-Claude Bonnardot, Jacqueline Sundstrom et Alexandre Tabor
- Dialogues : Marcel Moussy
- Images : Jean Badal
- Musique : Samson François
- Montage : Ginette Boudet
- Son : Jacques Bompunt
- Décors : Jacques d'Ovidio
- Production : Caméra Productions - Les Éditions cinégraphiques
- Directeur de production : Maurice Urbain
- Tournage : 27 août - 6 octobre 1962
- Durée : 90 min
- Date de sortie : 
  - France : 29 mars 1963
- Affiche : Jean Mascii (France)

## Distribution
- Laurent Terzieff : Vincent Vivant
- Hildegarde Neff : Martha Schwartz, la maîtresse de Vincent
- Michel Vitold : Stéphane Donnacil
- Daniel Emilfork : Molok, un homme de Stéphane
- Étienne Bierry : Max Benoit
- Philippe Noiret : L'inspecteur Fabien Mathieu
- Marc Duchamp : Philippe La Roche, un intermédiaire
- Yves Arcanel : Un inspecteur
- Marc Eyraud : Le radiologue
- Maurice Garrel : Un inspecteur
- Gisèle Grimm : La coiffeuse
- Nancy Holloway : Le modèle noir
- Jean Martin : Le chef de la P.J.
- Michel de Ré : Paulo Verini
- Jacques Bertrand : Un homme de Stéphane
- Jean Blancheur : Sébastien
- Robert Bousquet : Robi, un intermédiaire
- Bruno Balp : Un inspecteur
- André Weber : L'intermédiaire à l'enveloppe
- Jean-Louis Le Goff : Un inspecteur
- Donald O'Brien
- Olivier Mathot
- Tristan Sarn
- Gilbert Servien
- Simone Rieutor
- Daniel Crohem
- Gilbert Denoyan
- Renée Gardès
- Léo Baron
- Philippe Aubert